# Грабовський Дмитро Ігоревич
Дмитро Ігоревич Грабовський (івр. דימיטרי גרבובסקי; 30 вересня 1985 — 23 січня 2017) — український професійний шосейний велогонщик, переможець чемпіонату світу серед юнаків до 23 років та молодіжного чемпіонату Європи з велогонок.

## Кар'єра
Д. Грабовський за рішенням суддів посів друге місце у гонці на час серед юніорів у 2005 році на чемпіонаті світу в Мадриді, а згодом виграв гонку. Він підписав свій перший професійний контракт з Quick-Step-Innergetic.
Через два роки він приєднався до ISD у 2009 році. Ще через два роки став виступати за ISD-Lampre у 2011 році, останній рік як професіонал. Він виступав в одному Гранд-турі протягом своєї кар'єри — Джиро д'Італія 2009 року.
У своєму інтерв'ю журналу Gazetta dello Sport в 2010 році він зізнався, що страждав від проблем з алкоголізмом під час періоду роботи з «Quick-Step» до того моменту, коли він був близький до смерті від отруєння алкоголем у двох випадках.
Він прийняв у 2015 році ізраїльське громадянство.
Д. Грабовський помер від серцевого нападу 23 січня 2017 року.

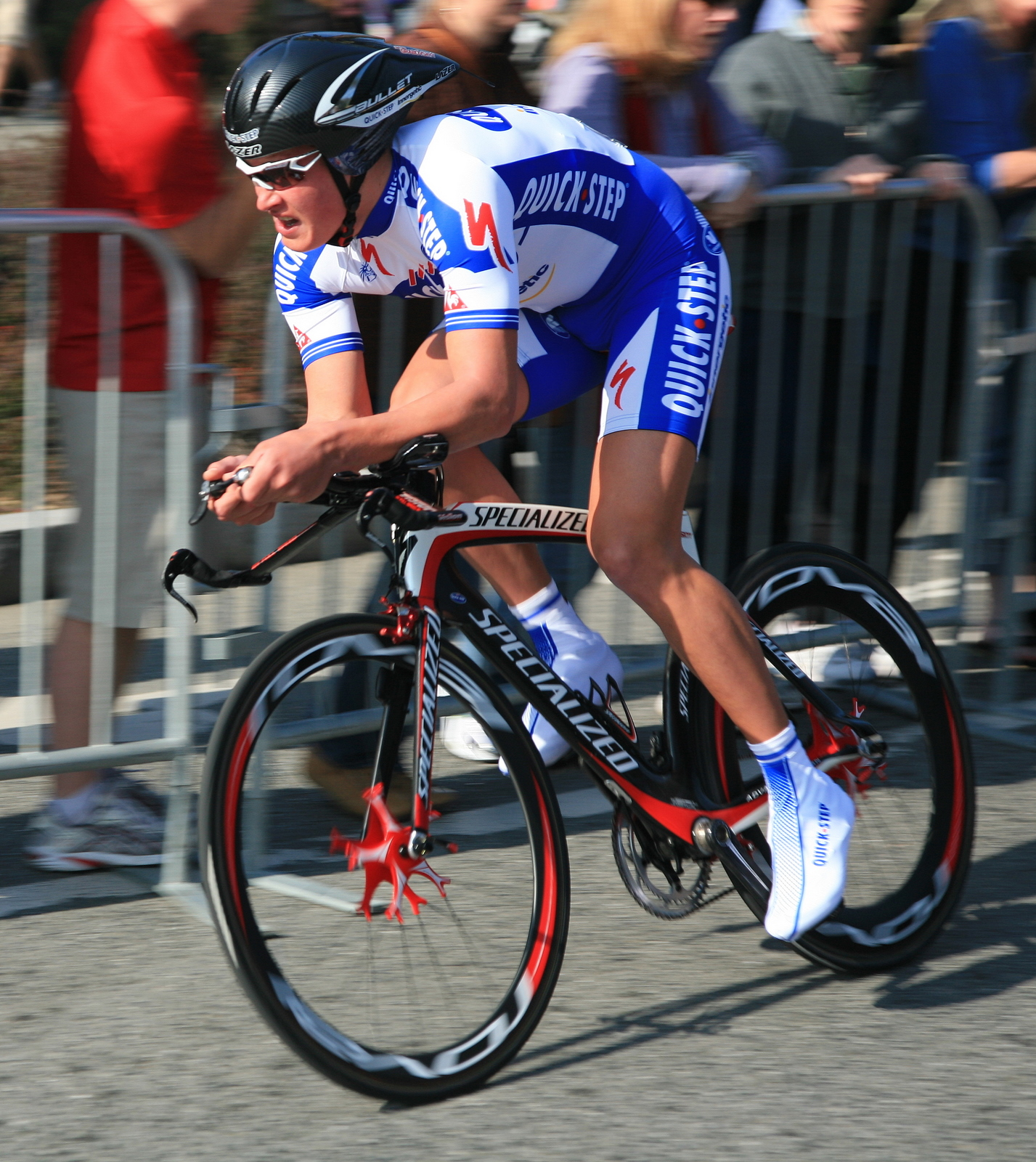
Дмитро Грабовський у Пролозі 2008-го туру Каліфорнії

## Призові місця
2005
- 1-ше місце: Чемпіонат світу серед юнаків до 23 років (групова гонка);
- 1-ше місце: Молодіжний чемпіонат Європи (роздільний старт);
- 2-ше місце: Чемпіонат світу серед юнаків до 23 років (групова гонка)[3];

2006
- 1-ше місце: загальний залік на гонці «Джиро делле Реджоні» (до 23 років): плюс виграв на стадіоні;
- 2-ге місце: загальний залік на гонці Джіробіо (італ. Girobio)[4];
- 1-ше місце: Молодіжний чемпіонат Європи (індивідуальний час);

2010
- 1-ше місце: гонка Джиро д'Італія на гірському заліку Тіррено — Адріатико;

2015
3-тє місце: гонка англ. Israman Negev Ізраїль.